# John James Barralet

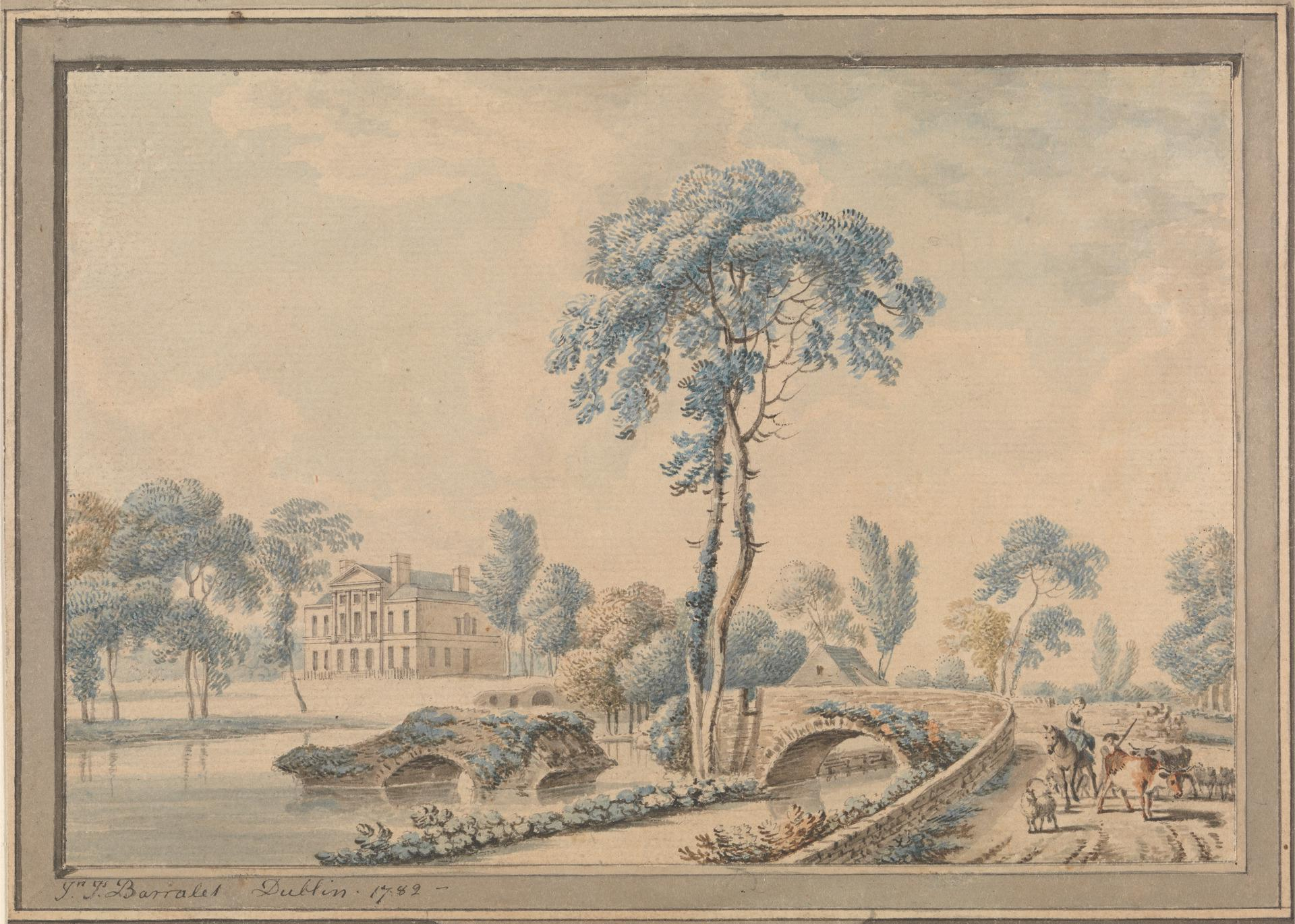
Vue de la maison Lucan.

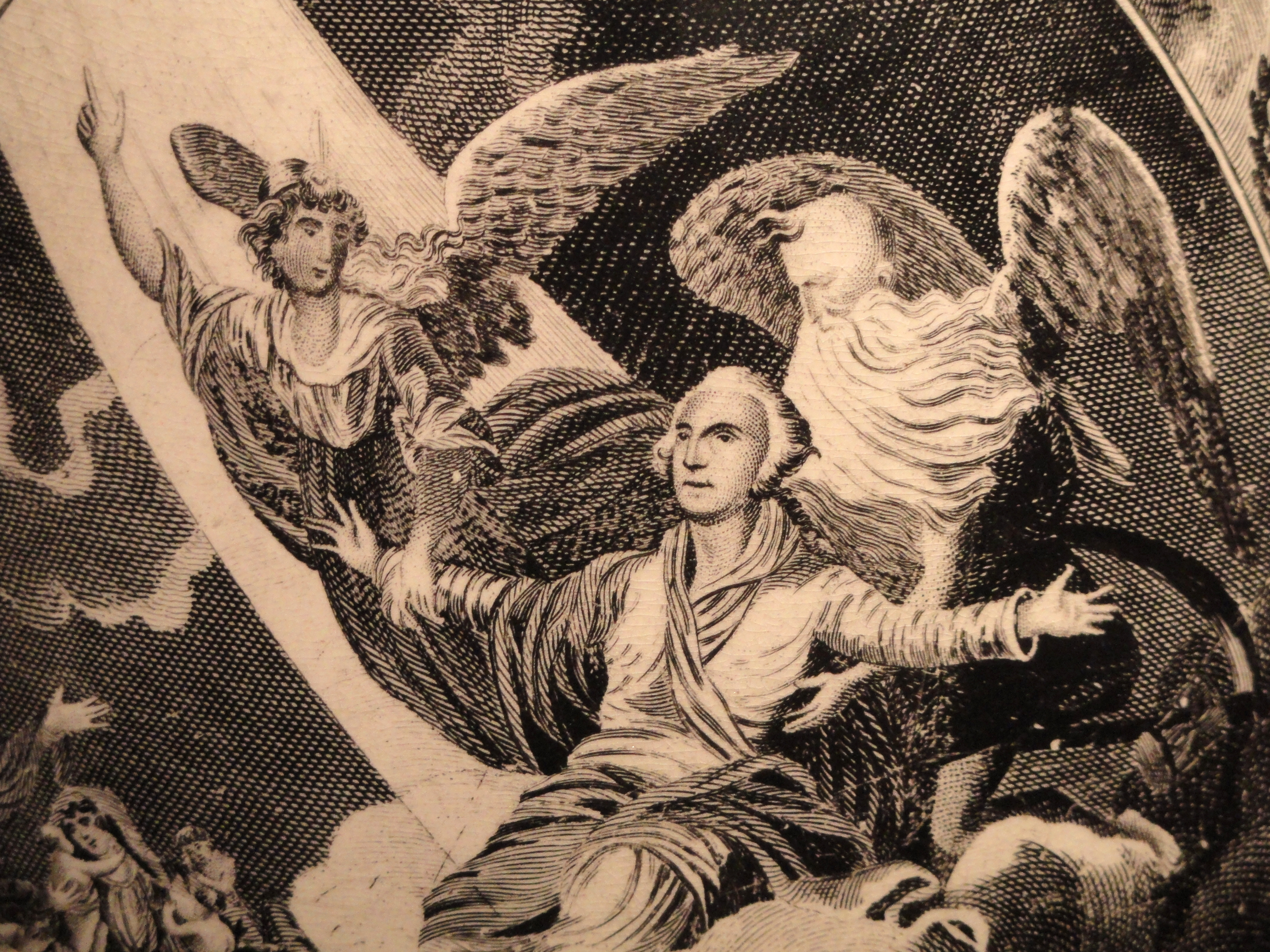
Détail de l'Apothéose de George Washington, ch. 1800–1805, imprimé par transfert sur un pichet par la poterie Herculaneum, Liverpool.

John James Barralet (né à Dublin en 1747 - mort à Philadelphie le 16 janvier 1815) est un artiste irlandais qui passe la dernière partie de sa carrière aux États-Unis.

## Biographie
John James Barralet est né en 1747 dans une famille française à Dublin. Barralet rejoint deux classes à la Dublin Society of Drawing Schools à l'âge de dix-sept ans et il reçoit la prime en 1764,. Il fait ses études avec James Mannin et il reçoit des prix pour le "Dessin de figures et de têtes humaines" et "Inventions dans les dessins et modèles",. Il se spécialise dans les paysages, réalisant des œuvres prosaïques. Il est loué pour ses figures qui, disait-on, donnaient une vive immédiateté à ses aquarelles. Son frère John Melchior Barralet est professeur à Londres à la Royal Academy en 1770. Il a un autre frère, Joseph Barralet.
Il expose trois paysages à la Royal Academy en 1770, et expose occasionnellement les années suivantes. Il est employé dans l'illustration de livres sur les antiquités irlandaises. En 1795, il émigre en Amérique, s'installant à Philadelphie, où il meurt en 1815.